# زیردریایی یو-۳۲۴
زیردریایی یو-۳۲۴ (به انگلیسی: German submarine U-324) یک زیردریایی بود که طول آن ۶۷٫۱۰ متر (۲۲۰ فوت ۲ اینچ) بود. این زیردریایی در سال ۱۹۴۴ ساخته شد.